# Списак народних хероја: С
Списак народних хероја чије презиме почиње на слово С, за остале народне хероје погледајте Списак народних хероја:
1. Иван Сабљак (1919–1944) за народног хероја проглашен 24. јула 1953. године.[1][2]
2. Лазар Саватић Металац (1914–1950) за народног хероја проглашен 26. септембра 1953. године.[а][5]
3. Анте Савин (1916–1942) за народног хероја проглашен 24. јула 1953. године.[6][7]
4. Рамиз Садику (1915–1943) за народног хероја проглашен 6. марта 1945. године.[8][3][2]
5. Химзо Салихагић (1917–1943) за народног хероја проглашен 20. децембра 1951. године.[9][10][4]
6. Мира Светина (1915–2007) Орденом народног хероја одликована 27. новембра 1953. године.[11][12]
7. Никола Северовић (1919–1943) за народног хероја проглашен 27. новембра 1953. године.[б][14]
8. Јанко Секирник (1921–1996) Орденом народног хероја одликован 20. децембра 1951. године.[15][6][16]
9. Бајо Секулић (1913–1942) за народног хероја проглашен 11. јула 1945. године.[17][18][19][16]
10. Никола Секулић (1911–2002) за народног хероја проглашен 27. новембра 1953. године.[19][20]
11. Стјепан Секулић Јуцко (1922–1944) за народног хероја проглашен 26. јула 1945. године.[21][22][23]
12. Стане Семич Даки (1915–1985) Орденом народног хероја одликован 20. октобра 1944. године.[24][25][23]
13. Ђермано Сењановић (1923–1942) за народног хероја проглашен 24. јула 1953. године.[26][27]
14. Иван Сењуг Ујак (1920–1944) за народног хероја проглашен 19. јуна 1945. године.[28][29][26][27]
15. Михаљ Серво (1900–1941) за народног хероја проглашен 5. јула 1951. године.[30][31][32]
16. Ђорђе Симеоновић (1915–1941) за народног хероја проглашен 27. новембра 1953. године.[14][13]
17. Сима Симић (1920–1943) за народног хероја проглашен 6. јула 1953. године.[31][33]
18. Милан Симовић (1909–1942) за народног хероја проглашен 6. септембра 1942. године.[34][35][36]
19. Винко Симончич Гашпер (1914–1944) за народног хероја проглашен 9. маја 1945. године.[в][37][35]
20. Иван Скварча (1915–1943) за народног хероја проглашен 15. јула 1951. године.[38][39]
21. Јосип Скочилић (1915–2001) Орденом народног хероја одликован 27. новембра 1953. године.[40][39]
22. Иво Славец Јокл (1916–1943) за народног хероја проглашен 27. новембра 1953. године.[41][42]
23. Јоже Слак (1902–1943) за народног хероја проглашен 20. децембра 1951. године.[9][41][42]
24. Видоје Смилевски (1915–1979) Орденом народног хероја одликован 6. јула 1953. године.[г][44]
25. Никола Совиљ Нина (1919–1944) за народног хероја проглашен 13. марта 1945. године.[45][46][47]
26. Сава Согић (1915–1981) Орденом народног хероја одликован 2. октобра 1953. године.[д][5]
27. Данило Солдатић (1911–1942) за народног хероја проглашен августа 1942. године.[50][51][52]
28. Мирко Сотировић Сотир (1916–1943) за народног хероја проглашен 27. новембра 1953. године.[51][52]
29. Ратко Софијанић (1915–1968) Орденом народног хероја одликован 20. децембра 1951. године.[53][54][49]
30. Милан Спасић (1909–1941) за народног хероја проглашен 10. септембра 1973. године.[55][56]
31. Лука Спасојевић (1916–1943) за народног хероја проглашен 8. октобра 1953. године.[57][56]
32. Јоже Сребрнич (1884–1944) за народног хероја проглашен 4. септембра 1953. године.[ђ][57]
33. Станислав Сремчевић Црни (1910–1943) за народног хероја проглашен 5. јула 1951. године.[30][59][60]
34. Драган Срнић (1914–1941) за народног хероја проглашен 7. јула 1953. године.[61][60]
35. Франц Стадлер Пепе (1915–2000) Орденом народног хероја одликован 15. јула 1952. године.[62][63]
36. Петар Стамболић (1912–2007) Орденом народног хероја одликован 27. новембра 1953. године.[64][65]
37. Драги Стаменковић (1920–2004) Орденом народног хероја одликован 6. јула 1953. године.[66][65]
38. Коста Стаменковић (1893–1942) за народног хероја проглашен 14. децембра 1949. године.[е][67]
39. Трајко Стаменковић (1909–1942) за народног хероја проглашен 14. децембра 1949. године.[67][68][69]
40. Милан Станивуковић (1912–1944) за народног хероја проглашен 13. март 1945. године.[45][70][71]
41. Миодраг Станимировић Мија (1919–1943) за народног хероја проглашен 5. јула 1951. године.[30][72][73]
42. Драгутин Станић (1913–1996) Орденом народног хероја одликован 20. децембра 1951. године.[15][74][73]
43. Мате Станичић (1920–1985) Орденом народног хероја одликован 24. јула 1953. године.[75][76]
44. Марко Станишић (1920–1983) Орденом народног хероја одликован 10. јула 1953. године.[74][77]
45. Александар Станковић Лала (1906–1941) за народног хероја проглашен 27. новембра 1953. године.[70][71]
46. Велизар Станковић Веца Корчагин (1922–1942) за народног хероја проглашен 27. новембра 1953. године.[78][79]
47. Петар Станковић Љуба (1923–1983) Орденом народног хероја одликован 9. октобра 1953. године.[80][81]
48. Саво Станојевић (1916—1994) Орденом народног хероја одликован 6. децембра 1944. године.[ж][82]
49. Милорад Мића Станојловић (1919–1942) за народног хероја проглашен 7. јула 1953. године.[83][79]
50. Момчило Мома Станојловић (1916–1943) за народног хероја проглашен 23. јуна 1948. године.[84][85]
51. Петер Станте Скала (1914–1980) Орденом народног хероја одликован 15. јула 1952. године.[86][85]
52. Славко Станчир (1925–1944) за народног хероја проглашен 27. новембра 1953. године.[75][69]
53. Иван Стариха Јанко (1922–1942) за народног хероја проглашен 20. децембра 1951. године.[9][87][88]
54. Родољуб Стевовић (1917–1943) за народног хероја проглашен 27. марта 1953. године.[89][90]
55. Иван Стефановић Срба (1912–1948) за народног хероја проглашен 8. октобра 1953. године.[89][88]
56. Светислав Стефановић Ћећа (1910–1980) Орденом народног хероја одликован 27. новембра 1953. године.[91][92]
57. Милосав Стиковић (1914–1943) за народног хероја проглашен 27. новембра 1953. године.[84][90]
58. Божидар Стојановић Дренички (1914–1944) за народног хероја проглашен 8. октобра 1953. године.[93][90]
59. Бранко Стојановић Кевави (1923–1981) Орденом народног хероја одликован 24. јула 1953. године.[94][95]
60. Јован Стојановић (1923–1943) за народног хероја проглашен 20. децембра 1951. године.[9][93][95]
61. Лазар Стојановић (1904–1942) за народног хероја проглашен 27. новембра 1953. године.[96][97]
62. Михаило Стојановић Пуљо (1918–1942) за народног хероја проглашен 27. новембра 1953. године.[98][99]
63. Младен Стојановић (1896–1942) за народног хероја проглашен 7. августа 1942. године.[50][100][101]
64. Лазо Стојановић Лазић (1921–1942) за народног хероја проглашен 20. децембра 1951. године.[9][86][102]
65. Никодије Стојановић Татко (1912–1942) за народног хероја проглашен 14. децембра 1949. године.[67][96][101]
66. Миливоје Стојковић Мића (1919–1943) за народног хероја проглашен 8. октобра 1953. године.[103][104]
67. Трајко Стојковски (1923–2005) Орденом народног хероја одликован 20. децембра 1951. године.[15][105][104]
68. Славчо Стојменски (1921–1943) за народног хероја проглашен 9. октобра 1953. године.[з][103]
69. Велимир Стојнић (1916–1990) Орденом народног хероја одликован 24. јула 1953. године.[107][106]
70. Гоце Стојчевски (1919–1944) за народног хероја проглашен 9. октобра 1953. године.[и][87]
71. Благоја Страчковски (1920–1942) за народног хероја проглашен 9. октобра 1953. године.[ј][109]
72. Томо Стризић (1906–1944) за народног хероја проглашен 20. децембра 1951. године.[9][109][108]
73. Душан Стругар (1922–1943) за народног хероја проглашен 10. јула 1952. године.[110][111]
74. Ђуро Стругар (1912–1941) за народног хероја проглашен 9. маја 1945. године.[37][112][113]
75. Нико Стругар (1901–1962) Орденом народног хероја одликован 20. децембра 1951. године.[15][114][113]
76. Милош Сузић (1903–1945) за народног хероја проглашен 20. децембра 1951. године.[9][115][12]
77. Иван Сулич (1923–1944) за народног хероја проглашен 22. јула 1953. године.[к][117]
78. Бранко Сурла (1922–1944) за народног хероја проглашен 24. јула 1953. године.[115][118]
79. Слободан Сурчевић (1919–1944) за народног хероја проглашен 9. октобра 1953. године.[112][118]